# Богдан Вегжиняк
Богдан Вегжиняк (пол. Bogdan Węgrzyniak; 11 березня 1933 — 21 травня 1976) — польський боксер, фіналіст чемпіонату Європи (1953).

## Біографія
Народився 11 березня 1933 року в місті Перемишль. Закінчив школу моряків у Гдині, де отримав спеціальність суднового механіка.
Боксом почав займатись у шкільному віці. У 1952 році вперше став фіналістом чемпіонату Польщі у важкій вазі. У 1953 та 1954 роках також виходив до фіналу чемпіонату Польщі. Чемпіон Польщі 1955 року. Протягом 1952–1955 років 12 разів брав участь у міждержавних боксерських змаганнях (8 перемог, 4 поразки).
Учасник чемпіонатів Європи 1953 та 1955 років. На чемпіонаті Європи з боксу 1953 року в Варшаві дійшов до фіналу, де поступився представникові СРСР Альгірдасу Шоцикасу.
Був єдиним кандидатом у важкій вазі на участь в Олімпійських іграх 1956 року в Мельбурні (Австралія). Проте, закінчивши військову службу, у 1955 році раптово залишає бокс. Плавав на суднах торговельного флоту.
21 травня 1976 року загинув у автомобільній катастрофі.